# Henrysin (Sokołów)
Pour les articles homonymes, voir Henrysin.
Henrysin [xɛnˈrɨɕin] est un village polonais de la gmina de Kosów Lacki dans le powiat de Sokołów et dans la voïvodie de Mazovie, au centre-est de la Pologne.